# 유영구
유영구(兪榮九, 1946년 10월 3일 ~)는 유상근의 아들이자 한국야구위원회 전 총재이다.